# Italochrysa brevicornis
Italochrysa brevicornis är en insektsart som beskrevs av C.-k. Yang och X.-x. Wang 1994. Italochrysa brevicornis ingår i släktet Italochrysa och familjen guldögonsländor. Inga underarter finns listade i Catalogue of Life.